# كأس العالم الشاطئية 2023
كأس العالم الشاطئية 2023 (بالإنجليزية: 2023 FIFA Beach Soccer World Cup)‏ هي النسخة الثانية عشرة من كأس العالم الشاطئية، بطولة كرة القدم الشاطئية التي تتنافس عليها الفرق الوطنية للرجال الأعضاء في الاتحاد الدولي لكرة القدم. أُعلن عن البطولة لأول مرة في نوفمبر 2017 في ورشة الاتحاد الدولي لكرة القدم الشاطئية عندما أُعلن أن كأس العالم ستستمر كل عامين للفترة ما بين 2018 و2024. افتتح الفيفا عملية تقديم طلبات الإستضافة في أكتوبر 2021 وستنتهي باختيار المضيفين في يوليو 2022. في 16 ديسمبر 2022  منح الاتحاد الدولي لكرة القدم «فيفا» ملف ترشح الإمارات العربية المتحدة الأفضلية على باقي الملفات الأخرى للترشح من سيشل وكولومبيا وتايلاند، والذي تقدمت به لاستضافة البطولة في فبراير الماضي، وسط طلبات الترشح الأخرى.